# Michael Michele
Michael Michele Williams, nota semplicemente come Michael Michele (Evansville, 30 agosto 1966), è un'attrice statunitense.

## Biografia
L'attrice è nota per la sua partecipazione alla serie TV E.R. - Medici in prima linea, nel ruolo della dott.ssa Cleo Finch dal 1999 al 2002. In seguito prende parte a film come Alì, Indagini sporche e Come farsi lasciare in 10 giorni. Lavora anche nella serie di breve durata Kevin Hill con Taye Diggs, oltre a prendere parte a Law & Order, Law & Order - Unità vittime speciali e alla quarta stagione di Dr. House - Medical Division. Interpreta Dominique Devereaux in Dynasty 2017.

## Filmografia parziale

### Cinema
- Def by Temptation, regia di James Bond III (1990)
- New Jack City, regia di Mario Van Peebles (1991)
- Un canestro per due (The 6th Man), regia di Randall Miller (1993)
- L'ora della violenza 2 (The Substitute 2: School's Out), regia di Stan Lathan (1998)
- Alì, regia di Michael Mann (2001)
- Indagini sporche (Dark Blue), regia di Ron Shelton (2002)
- Come farsi lasciare in 10 giorni (How to Lose a Guy in 10 Days), regia di Donald Petrie (2003)

### Televisione
- Private Times, regia di Stan Lathan – film TV (1991)
- New York Undercover – serie TV, 12 episodi (1994-1995)
- Scuola di football (1st & Ten) – serie TV, episodio 5x07 (1988)
- Creatura (Creature), regia di Stuart Gillard – miniserie TV (1998)
- Law & Order - I due volti della giustizia (Law & Order) – serie TV, episodio 9x14 (1999)
- Homicide (Homicide: Life on the Street) – serie TV, 22 episodi (1998-1999)
- Homicide - Il film, regia di Jean de Segonzac – film TV (2000)
- E.R. - Medici in prima linea (ER) – serie TV, 55 episodi (1999-2002) - Dr.ssa Cleo Finch
- The Hunt for the BTK Killer, regia di Stephen Kay – film TV (2005)
- Company Town, regia di Thomas Carter – film TV (2006)
- Judy's Got a Gun, regia di Sheree Folkson – film TV (2007)
- Law & Order - Unità vittime speciali (Law & Order: Special Victims Unit) – serie TV, episodio 8x11 (2007)
- Dr. House - Medical Division (House, M.D.) – serie TV, episodi 4x06-4x07 (2007)
- Relative Stranger, regia di Charles Burnett – film TV (2009)
- Gossip Girl – serie TV, 4 episodi (2011)
- Dynasty – serie TV, 67 episodi (2019-2022)